# Pardosa umtalica
Pardosa umtalica là một loài nhện trong họ Lycosidae.
Loài này thuộc chi Pardosa. Pardosa umtalica được William Frederick Purcell miêu tả năm 1903.